# Carmelita Jeterová
Carmelita Jeter, přechýleně Carmelita Jeterová (* 24. listopadu 1979 Los Angeles, Kalifornie) je bývalá americká atletka, závodící na sprinterských tratích. V roce 2011 se stala v jihokorejském Tegu mistryní světa v běhu na 100 metrů. Na předchozích šampionátech (Ósaka 2007, Berlín 2009) vybojovala bronzové medaile.
V září roku 2009 zaběhla na mítinku v Šanghaji čtvrtý nejrychlejší čas historie na této trati – 10,64 sekundy. Tím se stala druhou nejrychlejší ženou historie. Rychleji běžela jen další Američanka Florence Griffith-Joynerová, která drží světový rekord časem 10,49 s od roku 1988. Na Letních olympijských hrách 2012 v Londýně vybojovala kompletní sadu medailí. V roce 2010 a 2011 se stala celkovou vítězkou Diamantové ligy v běhu na 100 m.
Kromě atletických startů se zkoušela prosadit i v americkém bobovém národním týmu. V listopadu 2017 ukončila sportovní kariéru.

## Osobní rekordy
Dráha
- Běh na 100 metrů – 10,64 s – 20. září 2009, Šanghaj
- Běh na 200 metrů – 22,11 s – 30. červen 2012, Eugene
- Běh na 4 × 100 metrů – 40,82 s (LOH 2012, Londýn)  (Současný světový rekord)

Hala
- 55 m – 6,84 s – 21. leden 2008, Fresno
- 60 m – 7,02 s – 28. únor 2010, Albuquerque